# Universidad de Yeditepe
La Universidad de Yeditepe (turco: Yeditepe Üniversitesi) es una universidad privada situada en Estambul, Turquía. Fue establecida por la Fundación de Educación y Cultura de Estambul (turco: İstanbul Eğitim ve Kültür Vakfı, İSTEK Vakfı) en 1996.
La universidad está situada principalmente en el campus de Kayisdagi en la parte asiática de Estambul. Sin embargo, la Facultad de Odontología y el Hospital de la Universidad están localizados en otros lugares de la parte asiática de la ciudad.
El campus consiste en 236 000 metros cuadrados de área cerrada y 125 000 de área abierta. Tiene 319 aulas, 22 auditorios, 32 salas de ordenadores, 74 laboratorios profesionales que pertenecen a las facultades de Bellas Artes, Arquitectura, Comunicación e Ingeniería y Ciencias, y dos estudios de fotografía profesional.
Además, hay, entre otras cosas, una biblioteca de 3000 m² con ordenadores conectados a Internet y áreas de lectura privada, residencias con una capacidad de 1400 personas, una sala de conferencias con espacio para 1200 personas, un multicine, un teatro, dos estudios de televisión, una cancha de baloncesto de interior y otra de exterior.
Todos los programas académicos se ofrecen en inglés, excepto un programa de ciencia política y relaciones internacionales en francés, un programa de administración de empresas en alemán y un programa de arte y diseño en italiano.